# Quatre forns de calç
Quatre forns de calç és una obra de la Granja d'Escarp (Segrià) inclosa a l'Inventari del Patrimoni Arquitectònic de Catalunya.

## Descripció
Es tracta de quatre forns de calç disposats en bateria al terme municipal de la Granja d'Escarp. La planta de l'estructura és rectangular amb les cantonades escairades i els paraments estan fets de maons ben disposats units amb morter. La boca dels forns és d'arc de mig punt dovellat. Té obertures als quatre costats de l'estructura.
Pel que fa a l'estructura interior, l'olla és de planta cilíndrica i presenta un estat de conservació mitjà. Hi ha vegetació a la part del cendrer. Tots quatre han perdut el capell.